# 3051 Nantong
A 3051 Nantong (ideiglenes jelöléssel 1974 YP) a Naprendszer kisbolygóövében található aszteroida. A Bíbor-hegyi Obszervatórium fedezte fel 1974. december 19-én.